# ERepublik
eRepublik – komputerowa gra strategiczna wyprodukowana przez eRepublik Labs. Wersja beta gry została wydana 20 października 2007, wersja V1 została zaimplementowana 14 września 2008, a Rising 7 lipca 2010. Po paru miesiącach większość funkcji Rising została usunięta, a rozgrywka przeszła kolejne modyfikacje. Akcja rozgrywa się w Nowym Świecie, w którym gracze zwani obywatelami mogą brać udział w życiu politycznym, gospodarczym i militarnym danego państwa. Gra jest rozwijana przez Alexisa Bonte’a i George’a Lemnaru.

## Rozgrywka
Gra to prosty symulator państwa. Gracz wykonując różne czynności może zdobywać doświadczenie i awansować na wyższy poziom. Podstawowymi elementami gry są praca, trening i walka. Początek nowego dnia w grze następuje o północy strefy czasowej GMT-8.

### Energia
Podstawowym czynnikiem w grze jest energia (Energy). Traci się ją pracując, trenując, biorąc udział w bitwie.
Możliwa do wykorzystania energia odnawia się o 10 punktów co 6 minut. Maksymalna energia jest uzależnione od rodzaju budynków dodatkowych jakie posiada gracz oraz od poziomu gracza.
Energię można zwiększyć poprzez zjadanie żywności, kupując paczki zdrowia (Health Kit) lub jedząc tzw. „Batony” (Energy Bar). Także po osiągnięciu nowego poziomu następuje odnowienie energii do pełna.

### Doświadczenie
Poprzez wykonywanie odpowiednich czynności (np. praca, trening, walka) gracz zdobywa punkty doświadczenia. Po zdobyciu odpowiedniej liczby punktów doświadczenia gracz przechodzi na wyższy poziom i dostaje 1 sztukę złota. Po awansowaniu na niektóre poziomy gracz odblokowuje nowe funkcje gry urozmaicające rozgrywkę.

### Bonus za zaproszenie znajomych
Gracz otrzymuje bonus w postaci 10% gold które zyskali lub zakupili gracze zaproszeni do gry.

### Praca
Gracz codziennie ma możliwość pracowania. Żeby móc pracować, musi najpierw zatrudnić się w jednej z firm korzystając z rynku pracy lub posiadać własne. Istnieje też możliwość dodatkowej pracy u pracodawcy za pomocą 24 punktów nadgodzin zdobytych za pomocą domków.

### Trening
W eRepublik istnieją cztery budynki pozwalające trenować siłę. Jeden z budynków gracz otrzymuje od razu po rejestracji i pozwala na codzienny darmowy trening. Trening w pozostałych trzech jest płatny. Istnieje możliwość podniesienia jakości budynków treningowych.

### Medale
Za wykonanie poszczególnych czynności (np. przez określony przedział czasowy) gracze nagradzani są jednym z dziesięciu dostępnych w grze medali. Widoczne są w profilu każdego gracza (wyświetlana jest również liczba zdobytych medali tego samego rodzaju).